# Martin Bialluch
Martin Bialluch (* 6. Juli 1968 in Kassel) ist ein deutscher politischer Beamter (Die Linke). Von Oktober 2023 bis Januar 2024 war er Staatsrat für Wirtschaft bei der Senatorin für Wirtschaft, Häfen und Transformation der Freien Hansestadt Bremen.

## Leben
Bialluch wuchs in Bremen auf und absolvierte an der Freien Universität Berlin ein Studium der Geographie und Religionswissenschaft. Er arbeitete in der Presse- und Öffentlichkeitsarbeit von Brot für die Welt und war als freier Wirtschaftsjournalist unter anderem für die Financial Times Deutschland und das Handelsblatt tätig.
Von 2008 bis 2015 war er Pressesprecher und Leiter der Öffentlichkeitsarbeit der Linksfraktion in der Hamburgischen Bürgerschaft, 2019 fungierte er kurzzeitig als stellvertretender Regierungssprecher des Landes Brandenburg und war von 2015 bis 2023 als stellvertretender Pressesprecher des Parteivorstandes der Linken tätig. Im März 2023 übernahm er die Leitung der Kommunikation des Bundesverbands WindEnergie.
Zum 1. Oktober 2023 wurde Bialluch als Nachfolger von Sven Wiebe zum Staatsrat für Wirtschaft bei der Senatorin für Wirtschaft, Häfen und Transformation der Freien Hansestadt Bremen Kristina Vogt ernannt. Bialluch schied auf eigenen Wunsch zum 31. Januar 2024 aus dem Amt als Staatsrat für Wirtschaft wieder aus. Nachfolgerin als Staatsrätin für Wirtschaft wurde zum April 2024 Maike Frese.
Seit April 2024 ist er Vorstandssprecher und Mitglied des Vorstandes von Bündnis Bürgerenergie.
Bialluch ist Mitglied der Linken und Vater eines Sohnes.